# بحير الشرقي
بحير الشرقي بلدة وبلدية تابعة لدائرة مسكيانة في ولاية أم البواقي بالجزائر.